# Vossloh G 18
A Vossloh G 18 négytengelyes dízel-hidraulikus mozdonysorozat, a MaK G 1206 utódja, amelyet a Vossloh Locomotives gyártott 2011-ben és 2015-ben, összesen 3 példányban. A típust elsősorban nehéz terhelésű tolatási és könnyű terhelésű vonali feladatok ellátására tervezték.
A G 18 a német járműnyilvántartásban a 98 80 0271 sorszámmal szerepel.

## Történet
A G 18 az 1997 és 2016 között gyártott MaK G 1206 utódja, melyet 2011-ben és 2015-ben gyártottak a Vossloh kieli üzemében, összesen 3 példányban. Elődjével ellentétben az új típus az átjárhatósági műszaki előírásoknak megfelelően készült.
A Vossloh a G 18 külső megjelenésének megtervezésével, a G 12-vel, illetve a DE 12-vel és a DE 18-cal egyetemben a müller/romca Industrial Design Kiel tervezőirodát bízta meg a „tervezz egy mozdonyt, amely nem úgy néz ki, mintha tervezték volna” jelmondat alapján. A dizájn 2011-ben elnyerte az iF Product Design Award termékdizájndíjat.
A típus nem bizonyult sikeresnek, az elődjét a G 18 gyártásának leállítása után még egy évvel később is gyártották, illetve a dízel-elektromos változatából, a DE 18-ból 130 példányt gyártottak 2010 és 2023 között.

## Technikai részletek
A G 18 sorozat konstrukcióját nehéz terhelésű tolatási és könnyű terhelésű vonali üzemre tervezték. A MaK G 1206 elődtípus bevált konstrukcióját az aktuális európai szabványok elvei szerint dolgozták át. A G 18 vázát, valamint felépítményeit az EN 15227-es baleseti szabvány szerint tervezték, így baleset esetén nagyobb biztonságot nyújtanak a mozdony személyzetének.
A típus egy MTU és egy Caterpillar gyártmányú motorral is rendelhető volt. Mindhárom legyártott G 18 mozdonyba az MTU tizenkét hengeres, négyütemű 12V 4000 R43(L) típusú dízelmotorját szerelték. A motor megfelel a Euro 2004/26 IIIa kibocsátási normának, mindhárom legyártott mozdonyra később részecskeszűrőt szereltek, így azok megfelelnek a Euro 2004/26 IIIb normának és a hagyományos dízelmozdonyokhoz képest közel 40 %-kal kevesebb nitrogén-oxidot bocsátanak ki, ezért alagutakban is használhatók.
Az erőátvitel a Voith L 530 breU2 típusú turbóhajtóművével történik. A Voith-hajtómű lehetővé teszi a pontos sebességtartást; 3–11 km/h (2–7 mph), illetve az éppen aktuális sebesség megválasztása lehetséges. Legnagyobb üzemeltetőjük, a Spitzke Logistik előszeretettel alkalmazza a G 18 mozdonyait sínszálak és ballaszt vontatására. A vállalat a mozdonyok viszonylag nagy hatótávolsága és indító vonóereje miatt a vasútépítő gépek építési helyszínek közötti szállításához is gyakran használja azokat. Kettő szinkroncsatolt G 18 könnyedén mozgatja a 2000 tonna tömegű pályaépítő gépeket is. A kerékpárokat tárcsafékekkel látták el. A G 18 a legtöbb hidraulikus fékkel ellátott mozdonnyal ellentétben nem egy retardert használ a hidrodinamikus fék működtetésére, hanem az ellentétes irányban elhelyezett három nyomatékváltót. Ez azt jelenti, hogy a fékerőhatás a sebesség függvényében fordítottan érvényesül, tehát a hidrodinamikus fék ereje annál nagyobb, minél kisebb a sebesség. A hidrodinamikus fék ereje rövid ideig maximum 1600 kW.

## Üzemeltetők
A G 18-ból 2011-ben egy, majd 2015-ben további kettő példányt gyártottak. A 2011-ben legyártott példány kezdetben a Vossloh bérmozdonyaként üzemelt; a Metrans Rail (Deutschland), a Spitzke Logistik, a BASF, a Niederrheinische Verkehrsbetriebe, a KAF SigBahnTec, a Michael Bugdoll Bau- und Sicherungsarbeiten, a Prüfcenter Wegberg-Wildenrath és a Hamburger Rail Service német vállalatoknak adta bérbe. 2021 októberében a Nexrail megvásárolta és bérmozdonyként üzemelteti, a Niederrheinische Verkehrsbetriebének, majd a DB Cargónak adta bérbe. A másik két mozdonyt a Spitzke Logistiknak gyártották 2015-ben.

## Fordítás
- Ez a szócikk részben vagy egészben  a   Vossloh G 18 című német Wikipédia-szócikk ezen változatának fordításán alapul.  Az eredeti cikk szerkesztőit annak laptörténete sorolja fel. Ez a jelzés csupán a megfogalmazás eredetét és a szerzői jogokat jelzi, nem szolgál a cikkben szereplő információk forrásmegjelöléseként.